# Atelopus laetissimus
Atelopus laetissimus is een kikker uit de familie padden (Bufonidae) en het geslacht klompvoetkikkers (Atelopus). De soort werd voor het eerst wetenschappelijk beschreven door Pedro Miguel Ruíz-Carranza, Maria Cristina Ardila-Robayo en Jorge Ignacio Hernández-Camacho in 1994. Omdat de soort pas sinds recentelijk is beschreven wordt de kikker in veel literatuur nog niet vermeld.
Atelopus laetissimus leeft in delen van Zuid-Amerika en komt endemisch voor in Colombia. De kikker is bekend van een hoogte van 1900 tot 2800 meter boven zeeniveau. De soort komt in een relatief klein gebied voor en is hierdoor kwetsbaar. Door de internationale natuurbeschermingsorganisatie IUCN wordt de soort beschouwd als 'kritiek'.
Atelopus laetissimus was voor het laatst gezien in 1992, totdat in 2006 een populatie werd aangetroffen.